# João José da Cunha Ferraz
 João José da Cunha Ferraz  (Angra, 24 de Março de 1761 — Angra, 3 de Fevereiro de 1844) foi um político e eclesiástico açoriano que, entre outras funções, foi provisor, tesoureiro-mor e presidente do cabido da Sé de Angra. Destacou-se como defensor do movimento liberal, tendo presidido a uma das Juntas Provisórias liberais formadas em Angra e ao governo interino formado na Terceira antes da instalação da Regência de Angra.

## Biografia
Foi um dos vultos mais proeminentes do movimento liberal, e dos que mais concorreram para a proclamação do dia 22 de Junho de 1828.
Foi presidente do Governo Interino, que substituiu o governador e capitão-general Manuel Vieira de Albuquerque Touvar, exercendo este lugar até 22 de Junho de 1829, quando a Junta Provisória cessou o exercício das suas atribuições, com a vinda para a ilha Terceira do Conde de Vila Flor. 
Foi o escolhido para o lugar de chanceler da Relação da Província dos Açores, o que exerceu até Setembro de 1829, quando esta relação foi suspensa, passando em seguida a ser o presidente da Junta de Justiça, por decreto de 27 de Março de 1830.
Por decreto de 30 de Maio de 1832, de D. Pedro IV, regente em nome da rainha, foi o Desembargador do Paço João José da Cunha Ferraz jubilado e aposentado na dignidade de Arcediago na Sé Catedral de Angra do Heroísmo, visto ter quarenta anos de murçado na mesma Santa Sé, com todas as proeminências e honras próprias da sua Cadeira tanto no Coro, Cabido, e fora da Sé usando hábitos Canonicais próprios da sua dignidade, voto e stálo em todas as ocasiões, em que se apresentar na mesma Sé e Cabido, como até agora sempre usou, podendo residir, ou deixar de residir na mesma Sé, e na ilha Terceira, ou em qualquer parte fora do Bispado dos Açores.